# Greatest Flix II
Greatest Flix II — збірка відеокліпів британського рок-гурту «Queen» 1991 року. Як і видана 1981 року перша збірка відеокліпів «Greatest Flix», вона вийшла одночасно зі збіркою «Greatest Hits II», в якій були представлені найвідоміші пісні гурту другого десятиліття їхньої кар'єри, а в «Greatest Flix II» — відеокліпи. Збірка вийшла всього за місяць до смерті вокаліста Фредді Мерк'юрі. Водночас вийшла колекція подарункових бокс-сетів (Box of Flix) з чотирма бонусними кліпами зі збірок «Greatest Flix I» і «II».
У липні 2002 року «Greatest Flix II» була перевидана як доповнення до бразильського DVD-журналу.

## Список композицій
1. «A Kind of Magic»
2. «Under Pressure»
3. «Radio Ga Ga»
4. «I Want It All»
5. «I Want to Break Free»
6. «Innuendo»
7. «It's a Hard Life»
8. «Breakthru»
9. «Who Wants to Live Forever»
10. «Headlong»
11. «The Miracle»
12. «I'm Going Slightly Mad»
13. «The Invisible Man»
14. «Hammer to Fall»
15. «Friends Will Be Friends»
16. «The Show Must Go On»
17. «One Vision»